# آب‌انبار دودرب صالح‌آباد
آب‌انبار دو درب صالح آباد مربوط به اواخر دوره قاجار است و در شهرستان گناباد، بخش مرکزی، دهستان پس کلوت واقع شده و این اثر در تاریخ ۱۹ مرداد ۱۳۸۴ با شمارهٔ ثبت ۱۲۹۱۷ به‌عنوان یکی از آثار ملی ایران به ثبت رسیده است.